# SHUHO
SHUHO（シュウホウ、1980年7月28日 - ）は、日本のダンサー、振付師であり、ハウスダンスチームTOKYO FOOTWORKZのメンバーである。また2018年よりアイドルグループ吉本坂46のメンバーとなる。D.LEAGUEに21-22SEASONから加入したdip BATTELSの初代ディレクターに就任し、22-23SEASONまでチームを率いていた。岩手県一関市出身。よしもとクリエイティブ・エージェンシーの子会社であるShowtitleに所属している。

## 来歴
一関第一高校時代は家族の影響もありソフトテニス部で活躍。日本大学経済学部に入学後、ダンスを始める。中学時代からハウス音楽を聴いていたことから、ハウス (ダンス)を専門とする。
2003年にハウスダンスの聖地であるニューヨークへと渡り、The House DanceProjectの中心メンバーとして5年間活動する。2007年、BRIAN"FOOTWORK"GREEN主催の「House Dance Conference 2007」で優勝。1on1のハウスダンスバトル世界一を決める大会「House Dance International」でも初代チャンピオンとなり、翌2008年には足を捻挫しつつも2連覇を果たした。
帰国後、日本最大のソロバトルイベント「DANCE@LIVE FINAL 2010」のHOUSEサイドのグランドチャンピオンに輝き、2013年1月には全てのジャンルを合わせた総合ジャンル、FREESTYLEサイドで優勝する。同年には「Juste Debout JAPAN 2013」ハウスサイドで優勝、フランス・パリで開催されたダンスバトル「CERCLE UNDERGROUND」でも優勝を飾る。
2014年7月6日に行われた「DANCE@LIVE WORLD CUP 2014」のHOUSEサイドで優勝。さらに2015年テレビ東京の放送で開催された「超DANCE@HERO」のGRAND FINALでも、TOKYO FOOTWORKZ× REG-STYLE!!で、ハウス (ダンス)とダブルダッチを融合させたパフォーマンスで優勝する。2016年には「DANCE@LIVE FINAL」HOUSEサイドのグランドチャンピオンを再度獲得した。帰国直後のDANCE@LIVEなどのダンスバトルでは、「House界の異端児」「House界の革命児」などと紹介されることも多かった。
「シャブレイ」「Xyon」「Guess who's back!!」などのチーム・ユニットに参加しつつ、2011年の後半に自ら声をかけたメンバーで『TOKYO FOOTWORKZ』を結成、現在もプレーヤー兼チームプロデューサーを務めている。ハウス (ダンス)における細かな足技に、シカゴフットワーキングやアクロバットを取り入れてさらにエンターテイメントとして進化させた点がTOKYO FOOTWORKZの特徴でもある。
2012年にはダンストラックユニット「HighEnd」のメンバーとしても活躍する。
2018年8月20日、吉本坂46のメンバーに選ばれ、チーム「RED」に所属することになった。
2021年7月1日、D.LEAGUE21-22に新規参入するdip BATTLESのディレクターに就任することが発表された。
2023年7月7日、dip BATTLESのディレクターを退任することがD.LEAGUE公式サイトにて発表された。
2024年6月1日、地元一関市で行われたTGC teen ICHINOSEKI 2024に出演し、一関市の魅力を広く発信する『いちのせき大使』に委嘱された。
ニューヨーク時代にはHOUSE OF NINJAの創始者、ウィリー・ニンジャ(Willi Ninja)と出会い、日本人として初めてHOUSE OF NINJAに加入する。（HOUSE OF NINJAのHOUSEとはダンスジャンルのハウスではなく、『家族』という意味合いになる）帰国前にfather（リーダー）に指名され、現在は “SHUHO NINJA”としてメンバーの任命やVOGUEの普及にも努めている。

## 人物
- SHUHOという名は本名の千葉崇峰（ちばしゅうほう）[1]に由来する。
- DANCE@LIVE10年連続ファイナリストであったが、2019年は吉本坂46の仕事を優先し、連続出場が途絶えることとなった。
- 好きな飲み物、食べ物はカフェラテと干し芋。苦手な食べ物はしいたけ、肉の脂身、鶏皮、ジャンクフード。
- パスタやパンケーキなど料理が得意で、ダンススクールの生徒にふるまうこともある。
- 気分転換に動物やダンスの動画を見ることを好む。
- 足のサイズは25.5から26センチ。ダンスの際は25センチと小さめのダンスシューズを使用する。

## 受賞歴
- 2006年
  - JUSTE DEBOUT 2006 (FRANCE PARIS) HOUSE SIDE BEST4
- 2007年
  - HOUSE DANCE INTERNATIONAL HOUSE 1on1 (NEW YORK) 優勝
  - HOUSE DANCE CONFERENCE 2007 (NEW YORK) 優勝
- 2008年
  - HOUSE DANCE INTERNATIONAL HOUSE 1on1 (NEW YORK) 優勝
- 2009年
  - JUSTE DEBOUT JAPAN 2009 HOUSE SIDE 優勝
  - DANCE@LIVE 2009 FINAL HOUSE SIDE 準優勝
- 2010年
  - JUSTE DEBOUT JAPAN 2010 HOUSE SIDE 優勝
  - DANCE@LIVE 2010 FINAL HOUSE SIDE 優勝[11]
- 2011年
  - DANCE@LIVE 2011 FINAL HOUSE SIDE 準優勝
- 2012年
  - JUSTE DEBOUT JAPAN 2012 HOUSE SIDE 優勝
  - DANCE@LIVE 2012 FINAL HOUSE SIDE 準優勝
  - DANCE@PEACE GRAND FINAL 優勝
- 2013年
  - JUSTE DEBOUT JAPAN 2013 HOUSE SIDE 優勝
  - DANCE@LIVE 2013 FREESTYLE Vol.5 優勝
  - CERCLE UNDERGROUND 2013 (FRANCE PARIS) 優勝[5]
- 2014年
  - JUSTE DEBOUT JAPAN 2014 HOUSE SIDE 優勝
  - DANCE@LIVE WORLD CUP 2014 HOUSE SIDE 優勝[12]
- 2015年
  - DANCE@LIVE 2015 FINAL FREESTYLE SIDE BEST8
  - TVシリーズ「超DANCE@HERO」優勝
- 2016年
  - HOUSE DANCE FOREVER 2016 (NEDERLAND AMSTERDAM) BEST6
  - DANCE@LIVE 2016 FINAL HOUSE SIDE 優勝
  - HOUSE DANCE FOREVER JAPAN 2016 BEST3
- 2017年
  - JUSTE DEBOUT JAPAN 2017 HOUSE SIDE 優勝
  - DANCE ALIVE HERO'S 2017 ALL STYLES SIDE BEST4
- 2018年
  - JUSTE DEBOUT JAPAN 2018 HOUSE SIDE 優勝
  - DANCE ALIVE HERO'S 2018 HOUSE SIDE BEST4
  - HOUSE DANCE FOREVER JAPAN 2018 優勝
- 2019年
  - JUSTE DEBOUT TOKYO 2019 HOUSE SIDE 準優勝

## 出演

### TV
- Mnet 韓国 「Dancing9」（出演）
- テレビ朝日「トライブクルクル」（出演・振り付け）
- テレビ朝日「ブレイブビーツ」 （出演・振り付け）
- テレビ朝日「ミュージックステーション」 平井堅 （バックダンサー）
- TBS 「パフォーマンスA」（出演・パフォーマンス）
- TBS 「パフォーマンスZ」（出演・パフォーマンス）
- 日本テレビ 「ザ・狩人」 （出演・パフォーマンス）
- 日本テレビ 「スター☆ドラフト会議」（出演・パフォーマンス）
- テレビ東京「超dance@hero」（出演）
- テレビ東京 「DANCE@TV」 （出演・パフォーマンス）
- 岩手めんこいテレビ 「EXPLORER」（対談出演）
- 岩手朝日テレビ 「Road to Higher next」 （出演）[13]

### CM
- アルソック （出演）
- スシロー （振り付け・出演）
- Pioneer「STEEZ」（振り付け・出演）
- BOBSON DOUBLE O （振り付け・出演）
- UNIQLO EZYアンクルパンツ/Dance Teachers Version WEBCM （出演）
- バイトル「がんばれ、バイトルズ！バイトーさん登場」篇（振り付け）

### MV
- 吉本坂46「君の唇を離さない」（出演）
- 吉本坂46「やる気のない愛をThank you！」（出演）
- 吉本坂46「不能ではいられない」（出演）
- Mr.V 「Da bump」振り付け （出演）
- MASTERLINK 「Traveling」（出演）
- DJ MAKIDAI feat. 青山テルマ「Dreamlover」（出演）

### LIVE
- Mr.V 「Da bump」（振り付け・出演・ツアーバックダンサー）
- 岡村靖幸 LIVE （振り付け）
- HighLux LIVE （振り付け）

### 振り付け
- lol(avex) 「shhh...」
- J☆Dee'Z(sony music) 「MORNING HOPE」「伝えたいこと、ちゃんと伝えなくちゃ」
- Re:Complex「dive」
- BUS(because of you i shine)「'กั๊ก (No-status Status)' OST. ซีรีส์ GELBOYS สถานะกั๊กใจ」

### その他
- ジュノン・スーパーボーイコンテスト オープニングアクト
- TOKYO GIRLS COLLECTION （出演）
- YAMAHA ヘッドホン発売記者会見　（出演・パフォーマンス）
- MOSCHINOリリースパーティー （出演・パフォーマンス）
- 藤沢野焼祭 ダンス （演出・振り付け）[14]
- ARKSTAR 舞台公演 （振り付け）
- 梅棒18th “RE”SHOW『シャッター・ガイ』ジュン役（出演・パフォーマンス）